# Cassano delle Murge
Cassano delle Murge é uma comuna italiana da região da Puglia, província de Bari, com cerca de 12.530 habitantes. Estende-se por uma área de 89 km², tendo uma densidade populacional de 140 hab/km². Faz fronteira com Acquaviva delle Fonti, Altamura, Grumo Appula, Sannicandro di Bari, Santeramo in Colle.

## Demografia
| Variação demográfica do município entre 1861 e 2011                               |
|                                                                                   |
| Fonte: Istituto Nazionale di Statistica (ISTAT) - Elaboração gráfica da Wikipedia |